# Spoelfiguur

Dit diagram toont de organisatie van een typisch mitotisch spoelfiguur bij dierlijke cellen. Chromosomen zijn aan kinetochoor-microtubuli gehecht via een multiproteïnecomplex dat de kinetochoor wordt genoemd. Polaire microtubuli vervlechten met elkaar in de middenzone van de spoelfiguren en duwen de spoelpolen uit elkaar via motoreiwitten. Astrale microtubuli verankeren de spoelpolen aan het celmembraan. De polymerisatie van microtubuli vindt plaats in het organiserende centrum van microtubuli (MTOC).

Een spoelfiguur is een netwerk van draden, die bestaan uit microtubuli (Latijn: tubuli, buisjes) en de gehele celkern omspannen. Een aantal evenwijdig lopende microtubuli vormt samen bundels, spoeldraden genaamd, die groot genoeg zijn om met de lichtmicroscoop te kunnen zien. De microtubuli zijn polymeren van het eiwit tubuline.

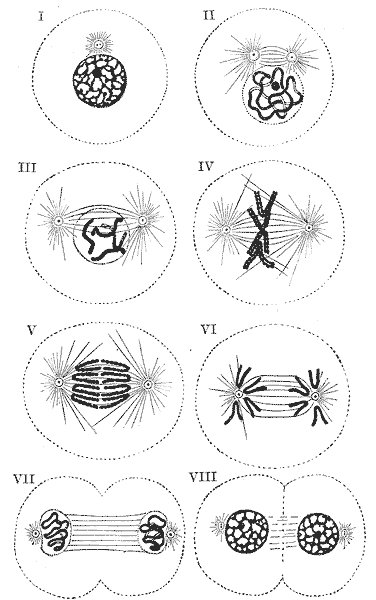
Schematische weergave van de ontwikkeling en de werking van de spoelfiguur (in grijs) bij de mitose - I: Interfase; II: Profase; III: Prometafase; IV: Metafase; V en VI: Anafase; VII: Telofase; VIII: Cytokinese

De spoelfiguur wordt gevormd tijdens de mitose en de meiose.
In eukaryote cellen ligt net buiten de kernenvelop het spoellichaampje (centrosoom), een gebied waarin bij dierlijke cellen ook de twee loodrecht op elkaar staande centriolen liggen. Deze centriolen verdubbelen zich in het begin van de profase en elk paar beweegt zich dan langzaam naar één kant van de kern. Geleidelijk ontwikkelt zich uit elk van de centrosomen een structuur van draden. Als de centrosomen, bij de dierlijke cel ook met de centriolen, elk aan één kant van de kern aangekomen zijn, is er een netwerk van draden ontstaan dat de gehele kern omspant. De functie van de centriolen is nog onbekend. Ook zonder centriolen kan een dierlijke cel zich delen.
De spoelfiguur is voltooid aan het begin van de metafase.
De draden zitten vast aan de chromatiden en spelen een belangrijke rol bij het uit elkaar gaan van de twee chromatiden, die aan elkaar zijn verbonden door een centromeer.
Er zijn drie typen draden, die men onderscheidt naar de manier waarop ze zich met elkaar verbinden.
- Polaire microtubuli, die vanaf de polen beginnen en zich kunnen uitstrekken tot over het equatoriale vlak. Ze overlappen elkaar zodat het er onder de microscoop uitziet alsof ze van pool tot pool lopen.
- Kinetochore microtubuli, die zich vastzetten aan de kinetochoren, eiwitstructuren van het centromeer en zich uitstrekken tot de polen of verbonden zijn met de polaire microtubuli.
- Astrale microtubuli

Mesostoma ehrenbergii is een rhabdocoele platworm met een kenmerkend mannelijk meiose-stadium binnen de vorming van spermatocyten. Tijdens de pre-anafase worden delingsgroeven gevormd in de spermatocytcellen met vier univalente chromosomen. Aan het einde van de anafase bevindt zich aan elke pool één chromosoom dat tussen de spoelpolen beweegt zonder daadwerkelijk fysieke interactie met elkaar te hebben (ook bekend als afstandssegregatie). Deze unieke eigenschappen stellen onderzoekers in staat de kracht te bestuderen die door de spoelpolen wordt gecreëerd om de chromosomen te laten bewegen, het beheer van de splitsingsgroeve en de afstandssegregatie.